# Elisabeth Brandau
Elisabeth Brandau, née le 16 décembre 1985, est une coureuse cycliste allemande spécialiste de VTT cross-country et de cyclo-cross.

## Palmarès en VTT

### Jeux olympiques
- Tokyo 2020
  - 32e du cross-country

### Championnats du monde de cross-country
- Lenzerheide 2018
  -  Médaillée d'argent du relais mixte
  - 8e du cross-country

### Championnats du monde de VTT marathon
- 2009: 5e
- 2010: 4e
- 2011: 5e
- 2012: 6e

### Coupe du monde
- Coupe du monde de cross-country
  - 2018 : 10e du classement général
  - 2019 : 11e du classement général
  - 2020 : pas de classement général
  - 2021 : 41e du classement général
  - 2022 : 103e du classement général
  - 2023 : absente
  - 2024 : 61e du classement général

### Championnats d'Europe
- 2019
  -  Médaillée de bronze du cross-country

### Championnat d'Allemagne
- Championne d'Allemagne de cross-country marathon en 2008, 2011 et 2012
- Championne d'Allemagne de cross-country eliminator en 2012
- Championne d'Allemagne de cross-country en 2018, 2019 et 2020

## Palmarès en cyclo-cross
- 2009-2010
  - 2e des Championnats d'Allemagne de cyclo-cross
- 2013-2014
  - 2e des Championnats d'Allemagne de cyclo-cross
- 2015-2016
  -  Championne d'Allemagne de cyclo-cross
- 2017-2018
  -  Championne d'Allemagne de cyclo-cross
  - 5e des championnats du monde de cyclo-cross
- 2018-2019
  -  Championne d'Allemagne de cyclo-cross
  - EKZ Cross Tour #1, Baden
  - Radcross Grandprix, Bensheim
  - 3e de l'EKZ CrossTour
- 2019-2020
  -  Championne d'Allemagne de cyclo-cross
- 2020-2021
  -  Championne d'Allemagne de cyclo-cross
  - 2e de l'EKZ CrossTour
  - 9e du championnat du monde de cyclo-cross
- 2021-2022
  -  Championne d'Allemagne de cyclo-cross
- 2023-2024
  -  Championne d'Allemagne de cyclo-cross
- 2024-2025
  -  Championne d'Allemagne de cyclo-cross
  - Swiss Cyclocross Cup #1, Steinmaur
  - Swiss Cyclocross Cup #2, Schneisingen
  - Swiss Cyclocross Cup #4, Hittnau